# Munkholm (Isefjorden)
 For alternative betydninger, se Munkholm (flertydig). (Se også artikler, som begynder med Munkholm)
Munkholm er en ca. 9,6 hektar stor ø i Isefjorden, der er landfast med Holbæk-siden med en dæmning, og med Hornsherred mod øst med Munkholmbroen der blev åbnet i 1952. Øen og vejforbindelsen adskiller Bramsnæs Bugt mod nord og Tempelkrogen, der er den sydligste del af Isefjorden, mod syd.
Øen er en del af naturfredningen Eriksholms skovkyster der i øvrigt ligger langs fjorden vestkyst. 
På Munkholm har der engang ligget et mindre kloster, mener man, hvor munkene har stået for færgefarten til Langtved i Hornsherred. Efter reformationen blev klosteret nedlagt og Munkholm blev først genopdyrket og beboet i 1800-tallet, hvor der blev bygget en ejendom på øen i 1828.
Forfatteren Achton Friis besøgte Munkholm i 1930’erne og talte med beboerne. Ejerens bedsteforældre var flyttet til øen i 1831. De opdyrkede øen og fik 12 tdr. land under plov – foruden 20 børn. Under opdyrkningen stødte man på adskillige teglsten og fliser i mange størrelser, bl.a. store munkesten. Man fandt også teglklædte gravpladser. Sandsynligvis har munkene haft et teglværk på øen. Familien drev fiskeri og landbrug indtil godsejeren ”tog jorden fra dem i 1912” (ophævede fæstekontrakten) og tilplantede den med birke- og egeskov.
Da  Munkholmbroen i 1952 blev indviet  trak det mange besøgende til området, og har nok været medvirkende til, at Eriksholms ejer greve Kaj Ahlefeldt-Laurvig i 1955 tilbød en frivillig fredning.

## Flora
På Munkholm og de sydvestvendte strandoverdrev langs den tidligere vej til Munkholm findes en flora, som sikkert har aner tilbage til en klosterhave på stedet. Blandt arterne kan nævnes lægestenfrø, rosen-katost, svaleurt, svalerod, stor pimpinelle, vild merian m.fl. Tættere på stranden ses skarntyde og strand-kvan. I skoven tæt derved findes en betydelig bestand af vild tulipan.